# Eloeophila nupta
Eloeophila nupta är en tvåvingeart som först beskrevs av Alexander 1947.  Eloeophila nupta ingår i släktet Eloeophila och familjen småharkrankar. Inga underarter finns listade i Catalogue of Life.